# Битва при Кефиссе
Битва при Кефиссе  — битва между войсками каталонской компании и войском афинского герцогства. Несмотря на численное превосходство афинян, битву выиграли каталонцы. Битва имела большое значение — после победы каталонцы заняли Афины и Фивы, а герцогство стало вассалом Арагона на 70 лет.

## Предыстория
Закалённые в борьбе с пиренейскими маврами, «каталонцы» поначалу действовали очень успешно, так как Рожер де Флор сумел прорваться к Филадельфии и освободить её от турецкой осады, оставив после себя кровавую гору трупов общего врага. Далее последовали и другие победы. Но опьянённое лёгкими победами войско быстро перешло к грабежам всех без разбора, пытаясь создать своё собственное государство крестоносцев в Малой Азии. Прибывшему в Константинополь Рожеру была дана в жёны племянница императора (дочь Ивана Асеня III), а сам он был пожалован титулом великого дукса (а потом и кесаря). В 1304 году каталонцы успешно действовали против турок в Малой Азии, отвоевав ряд утраченных Византией городов. Приняв под свою власть 1500 турецких воинов, наёмники де Флора стали в глазах византийцев немногим лучше бандитов и пиратов. К тому же их командующий начал подумывать о создании своего государства в Анатолии. Недисциплинированность альмогаваров и конфликты с императором стали предвестниками смерти Рожера де Флора. 30 апреля 1305 года он был убит вместе с 300 всадниками и 1 000 пехотинцами другой группой наёмников — аланами.
Император, нанявший подобных мародёров, начал быстро терять популярность. В результате малоазийские греки были скорее согласны сотрудничать с турками, чем с константинопольскими властями. Кампания превратилась в войну всех против всех. Рожер был вскоре убит в Адрианополе. Обозлившись на греков, его соратники двинулись в Грецию, где они сожгли все православные монастыри, которые только попадались им на пути.
В 1305 году предводитель каталонцев Бернат де Рокафорт заключил союз с болгарским царём Феодором Святославом Тертером. Де Рокафор женился на его сестре и организовал несколько объединённых набегов на византийскую Фракию. Компания опустошала области Фракии и Македонии в течение двух лет. После битвы под Апром в 1307 году каталонцы беспрепятственно выжигали сёла Фракии и целый год грабили Фессалию, о чём сохранились свидетельства Фомы Магистра. Участники компании подвергали разграблению афонские монастыри с 1306 по 1311 год, и в результате её деятельности население Халкидики уменьшилось на 25—40 %.
В 1310 году услугами наёмников воспользовался герцог Афинский Готье V де Бриенн, но спустя год он отказал компании в выплатах, вызвав её восстание.

## Ход сражения
Решающая битва произошла 15 марта 1311 года на берегу реки Кефисс. Каталонцам противостояло рыцарское войско под предводительством афинского герцога Готье де Бриення, состоящее из 700 рыцарей, представляющих весь цвет рыцарского сословия Греции, 6400 всадников и более 8000 пехотинцев (по другим данным, пехотинцев было до 24 тысяч). Каталонцев же было только 8 тысяч, из которых часть фессалийцев и турок. Но это были ветераны, закаленные в сотнях сражений, хорошо понимавшие тактическую роль пехоты. С большим искусством они заняли такую позицию, что река Кефисс и озеро Копаида защищали их от нападения с тыла. Спереди они были прикрыты болотистой поймой, образовавшейся от разливов Кефисса. Каталонцы усилили естественные препятствия, взрыхлив на пойме почву и приведя из Кефисса по канавам воду. Естественные и искусственные предательские трясины были с виду совершенно незаметны, скрытые весенней зеленью.
Бой начался с того, что горящий нетерпением и слишком высокомерный, чтобы произвести разведку, герцог во главе семисот избранных рыцарей с золотыми шпорами бросился на испанскую фалангу. Каталонцы в твердом порядке ожидали приближения неприятеля, в то время как их турецкие союзники разбили свой стан в некотором отдалении, подозревая всех и вся в измене. Когда же закованные в броню всадники стали вязнуть в болоте и. полностью обездвиженные, оказались беспомощной добычей каталонских дротиков, а поспешившие им на помощь войска завязли в той же трясине, турки ятаганами и фессалийцы с кописами закончили кровавое дело каталонцев. Из 700 рыцарей остались в живых только двое, а остальное войско, спасаясь от резни, в панике бежало по дороге в Фивы.

## Итог сражения
Несмотря на относительно небольшие потери относительно численности, афинское войско разбежалось, а Фивы и Афины были заняты каталонцами.